# Campionato Italiano Supermoto 2006
Nel Campionato Italiano Supermoto 2006 il titolo nella classe Prestige va a Ivan Lazzarini (Husqvarna) al suo quarto titolo italiano e primo titolo internazionale. È il secondo italiano a vincere un campionato internazionale d'Italia di Supermoto.
Nella classe Sport vince la classifica italiana Massimo Beltrami (Honda) mentre l'internazionale va a pluri iridato Thierry Van Den Bosch (Aprilia).

## Gare del 2006
La stagione si apre nel fine settimana dal 19 marzo a Varano e termina il 17 settembre a Castelletto di Branduzzo, per un totale di dodici gare: due per ogni evento.
|   | Nome   | Località                 | Data         |
| - | ------ | ------------------------ | ------------ |
| 1 | Italia | Varano                   | 19 marzo     |
| 2 | Italia | Castelletto di Branduzzo | 17 aprile    |
| 3 | Italia | Latina                   | 14 maggio    |
| 4 | Italia | Sant'Egidio              | 4 giugno     |
| 5 | Italia | Pomposa                  | 16 luglio    |
| 6 | Italia | Castelletto di Branduzzo | 17 settembre |

## Prestige

### Principali piloti iscritti alla Prestige nel 2006
|     | Pilota             | Team                     | Moto             |
| --- | ------------------ | ------------------------ | ---------------- |
| 1   | Ivan Lazzarini     | Husqvarna CH Racing      | SM 660RR Factory |
| 3   | Walter Bartolini   | WRM Pergetti Factory     | 490 SM1 Factory  |
| 5   | Massimo Migliorati | KTM Italia Miglio Racing | SMR 560          |
| 74  | Simone Girolami    | TM Racing Factory        | SMX 700 Factory  |
| 75  | Robert Baraccani   | TM Racing Factory        | SMX 700 Factory  |
| 96  | Aleš Hlad          | KTM Motoracing           | SMC 650          |
| 100 | Gerald Delepine    | Husqvarna CH Racing      | SM 660RR         |
| 113 | Christian Ravaglia | Suzuki Lux Performance   | RM-Z 520         |

### Classifica Italiano Prestige (Top 5)
| Pos | Pilota             | Moto/Team              | ITA 1a | ITA 1b | ITA 2a | ITA 2b | ITA 3a | ITA 3b | ITA 4a | ITA 4b | ITA 5a | ITA 5b | ITA 6a | ITA 6b | Punti |
| --- | ------------------ | ---------------------- | ------ | ------ | ------ | ------ | ------ | ------ | ------ | ------ | ------ | ------ | ------ | ------ | ----- |
| 1   | Ivan Lazzarini     | Husqvarna CH Racing    | 1      | 1      | 1      | 1      | 16     | 1      | 1      | 1      | 1      | rit.   | 1      | 1      | 255   |
| 2   | Simone Girolami    | TM Racing Factory      | 2      | 2      | rit.   | 4      | 1      | 2      | 2      | 2      | 21     | 5      | 3      | 6      | 204   |
| 3   | Christian Ravaglia | Suzuki Lux Performance | 4      | 6      | 3      | 2      | 3      | 4      | 8      | 6      | 3      | 1      | 9      | rit.   | 198   |
| 4   | Robert Baraccani   | TM Racing Factory      | rit.   | 4      | 2      | 3      | 2      | 3      | 5      | 3      | rit.   | 6      | 2      | 2      | 197   |
| 5   | Walter Bartolini   | WRM Pergetti Factory   |        |        | 7      | 5      | 4      | 6      | 17     | 5      | 2      | 2      | 4      | 3      | 165   |
| Pos | Pilota             | Moto                   | ITA 1a | ITA 1b | ITA 2a | ITA 2b | ITA 3a | ITA 3b | ITA 4a | ITA 4b | ITA 5a | ITA 5b | ITA 6a | ITA 6b | Punti |

### Classifica Internazionale d'Italia Prestige (Top 5)
| Pos | Pilota             | Moto/Team              | ITA 1a | ITA 1b | ITA 2a | ITA 2b | ITA 3a | ITA 3b | ITA 4a | ITA 4b | ITA 5a | ITA 5b | ITA 6a | ITA 6b | Punti |
| --- | ------------------ | ---------------------- | ------ | ------ | ------ | ------ | ------ | ------ | ------ | ------ | ------ | ------ | ------ | ------ | ----- |
| 1   | Ivan Lazzarini     | Husqvarna CH Racing    | 1      | 1      | 1      | 1      | 18     | 1      | 2      | 2      | 1      | rit.   | 1      | 1      | 247   |
| 2   | Gerald Delepine    | Husqvarna CH Racing    | 2      | 2      | 11     | 3      | 5      | 5      | 1      | 1      | 2      | 1      | 2      | 2      | 247   |
| 3   | Simone Girolami    | TM Racing Factory      | 3      | 3      | rit.   | 6      | 1      | 2      | 3      | 3      | 25     | 6      | 4      | 7      | 189   |
| 4   | Robert Baraccani   | TM Racing Factory      | rit.   | 6      | 3      | 5      | 2      | 3      | 6      | 4      | rit.   | 7      | 3      | 3      | 180   |
| 5   | Christian Ravaglia | Suzuki Lux Performance | 5      | 8      | 4      | 4      | 3      | 6      | 9      | 7      | 4      | 2      | 10     | rit.   | 177   |
| Pos | Pilota             | Moto                   | ITA 1a | ITA 1b | ITA 2a | ITA 2b | ITA 3a | ITA 3b | ITA 4a | ITA 4b | ITA 5a | ITA 5b | ITA 6a | ITA 6b | Punti |

## Sport

### Principali piloti iscritti alla Sport nel 2006
|     | Pilota                | Team                     | Moto             |
| --- | --------------------- | ------------------------ | ---------------- |
| 1   | Max Verderosa         | Honda Black Prince       | CR-F 450         |
| 4   | Andrea Bartolini      | Yamaha Ricci Racing      | YZ-F 450         |
| 5   | Attilio Pignotti      | KTM Italia Miglio Racing | SMR 450          |
| 14  | Davide Gozzini        | Husqvarna CH Racing      | SM 450RR Factory |
| 38  | Fabio Balducci        | TM Racing Factory        | SMX 450 Factory  |
| 101 | Thierry Van Den Bosch | Aprilia Off Road Factory | SXV 450 Factory  |
| 102 | Jérôme Giraudo        | Aprilia Off Road Factory | SXV 450 Factory  |
| 103 | Eddy Seel             | Suzuki Rigo Racing       | RM-Z 450         |
| 111 | Max Manzo             | Yamaha Evolution         | YZ-F 450         |
| 121 | Massimo Beltrami      | Honda HM Assomotor       | CR-F 450         |
| 132 | Néstor Jorge Cabrera  | Honda HM Assomotor       | CR-F 450         |

### Classifica Italiano Sport (Top 5)
| Pos | Pilota           | Moto/Team                  | ITA 1a | ITA 1b | ITA 2a | ITA 2b | ITA 3a | ITA 3b | ITA 4a | ITA 4b | ITA 5a | ITA 5b | ITA 6a | ITA 6b | Punti |
| --- | ---------------- | -------------------------- | ------ | ------ | ------ | ------ | ------ | ------ | ------ | ------ | ------ | ------ | ------ | ------ | ----- |
| 1   | Massimo Beltrami | Honda HM Giletti Assomotor | 1      | 1      | 1      | 2      | 1      | rit.   | 4      | 2      | 1      | 1      | 2      | 4      | 252   |
| 2   | Attilio Pignotti | KTM Italia Miglio Racing   | 4      | 3      | 4      | 4      | 4      | 4      | 3      | 5      | 2      | 2      | 1      | 6      | 230   |
| 3   | Fabio Balducci   | TM Racing Factory          | 5      | 5      | 2      | 3      | 2      | 1      | 7      | 3      | 3      | 13     | rit.   | 2      | 205   |
| 4   | Davide Gozzini   | Husqvarna CH Racing        |        |        | rit.   | 1      | 5      | 2      | 1      | 1      | 5      | rit.   | 4      | 1      | 172   |
| 5   | Paolo Gaspardone | Honda HM X Team            | 9      | 13     | 9      | 8      | 6      | 10     | 5      | 6      | 4      | 9      | 3      | 3      | 172   |
| Pos | Pilota           | Moto                       | ITA 1a | ITA 1b | ITA 2a | ITA 2b | ITA 3a | ITA 3b | ITA 4a | ITA 4b | ITA 5a | ITA 5b | ITA 6a | ITA 6b | Punti |

### Classifica Internazionale d'Italia Sport (Top 5)
| Pos | Pilota                | Moto/Team                  | ITA 1a | ITA 1b | ITA 2a | ITA 2b | ITA 3a | ITA 3b | ITA 4a | ITA 4b | ITA 5a | ITA 5b | ITA 6a | ITA 6b | Punti |
| --- | --------------------- | -------------------------- | ------ | ------ | ------ | ------ | ------ | ------ | ------ | ------ | ------ | ------ | ------ | ------ | ----- |
| 1   | Thierry Van Den Bosch | Aprilia Off Road Factory   | 1      | 1      | 2      | 12     | 2      | 1      | 2      | 3      | 11     | 11     | 1      | 8      | 228   |
| 2   | Eddy Seel             | Suzuki Rigo Racing         | rit.   | 2      | 3      | 2      | 1      | 2      | 3      | 2      | 5      | 13     | 2      | 3      | 219   |
| 3   | Jérôme Giraudo        | Aprilia Off Road Factory   | 2      | 6      | 4      | 4      | 4      | 10     | 1      | 1      | 12     | 9      | 3      | 1      | 218   |
| 4   | Massimo Beltrami      | Honda HM Giletti Assomotor | 3      | 3      | 1      | 5      | 3      | rit.   | 7      | 5      | 1      | 1      | 5      | 7      | 211   |
| 5   | Attilio Pignotti      | KTM Italia Miglio Racing   | 7      | 7      | 7      | 7      | 8      | 8      | 6      | 8      | 3      | 2      | 4      | 10     | 181   |
| Pos | Pilota                | Moto                       | ITA 1a | ITA 1b | ITA 2a | ITA 2b | ITA 3a | ITA 3b | ITA 4a | ITA 4b | ITA 5a | ITA 5b | ITA 6a | ITA 6b | Punti |